# Ambassis urotaenia
Ambassis urotaenia es una especie de pez del género Ambassis, familia Ambassidae. Fue descrita científicamente por Bleeker en 1852.
Se distribuye por la región del Indo-Pacífico: por el este de África hasta Filipinas, Fiyi y Carolinas, el norte hasta la bahía de Sagami, Japón. La longitud total (TL) es de 14 centímetros. Habita en aguas salobres, muy cerca de la desembocadura de los ríos.
Está clasificada como una especie marina inofensiva para el ser humano.